# Acronyches plutactites
Acronyches plutactites là một loài ruồi trong họ Asilidae. Acronyches plutactites được Papavero miêu tả năm 1971. Loài này phân bố ở vùng Tân nhiệt đới.